# Urandén de Morelos
Urandén de Morelos är en ort i Mexiko.   Den ligger i kommunen Pátzcuaro och delstaten Michoacán de Ocampo, i den södra delen av landet, 260 km väster om huvudstaden Mexico City. Urandén de Morelos ligger 2 054 meter över havet och antalet invånare är 295. Den ligger vid sjön Lago de Pátzcuaro.
Terrängen runt Urandén de Morelos är kuperad åt sydost, men åt nordväst är den platt. Runt Urandén de Morelos är det ganska tätbefolkat, med 179 invånare per kvadratkilometer. Närmaste större samhälle är Pátzcuaro, 4,7 km sydost om Urandén de Morelos. I omgivningarna runt Urandén de Morelos växer huvudsakligen savannskog.